# جنبش حقوق پدران
جنبش حقوق پدران، (به انگلیسی: fathers' rights movement)، حرکتی است که اعضای آن اساساً علاقمند به موارد مرتبط با قانون خانواده، شامل حضانت اطفال و حمایت از اطفال هستند، مواردی که روی پدران و کوکانشان اثر می‌گذارد. اکثریت اعضای آن پدرانی هستند که می‌خواهند سرپرستی فرزندانشان را مشترکاً با مادرانشان در اشتراک قرار دهند، چه بعد از طلاق یا به عنوان پدرانی که ازدواج نکرده باشند. این جنبش شامل مردان و زنان، اغلب همسران دوم پدران طلاق گرفته یا سایر اعضای خانواده مردانی که قبلاً درگیر حقوق خانواده بوده‌اند.
بیشتر اعضای این جنبش در قانون یا سیاست تجربه نداشته‌اند. از آنجا که هدف آنها مبنی بر تقسیم مساوی زمان سرپرستی فرزندانشان، به صورت غیرعادلانه‌ای توسط دادگاه‌های خانوادگی نفی شده بود، با این حال، آنها این مسؤلیت را به عهده خود گرفته و در تمام بخش‌های قانون خانوادگی، شامل سرپرستی از اطفال و حمایت از اطفال، تحصیل کردند.
این جنبش هرچند به عنوان یک جنبش اجتماعی توصیف شده است، اما اعضای آن بر این عقیده هستند که بهتر است اقدامات آنها به عنوان جنبش حقوق مدنی تعریف شود.
این جنبش در نتیجه فعالیت‌های چشم‌گیر اعضای آن در سطح جهانی پوشش رسانه‌ای دریافت نموده است. صدای این جنبش به شکل فزاینده‌ای در منابع صوتی و دیداری تهیه و مرتب شده و در مناظرات حقوق خانواده نقش قوی را ایفا نموده است.

## جمعیت‌شناسی
جنبش حقوق پدر تقریباً منحصر شده به کشورهای صنعتی، جایی که طلاق در آن رایج است. این پدیده در غرب بعد از دهه ۱۹۶۰ میلادی به عنوان بخشی از جنبش مردان با مؤسساتی مثل «خانواده‌ها که به پدرها نیازمندند» که ابتدا در دهه ۱۹۷۰ میلادی ایجاد شد، ظهور کرد. در اواخر قرن بیستم پیشرفت اینترنت باعث شد تا موارد مورد علاقه فعالین حقوق پدر به صورت وسیع‌تری مورد بحث قرار گیرد. عواملی که به نظر می‌رسید در پیشرفت جنبش حقوق پدر سهم داشته باشند، عبارت بودند از: تغییر جمعیت‌شناختی به سوی افزایش میزان طلاق و ازدواج‌های ناموفق، تغییرات در فهم و توقعات مسؤلیت‌های پدرانه، مادرانه و نیازهای اطفال و همچنین تغییرات در نحوهٔ تأثیرگذاری نظام‌های حقوقی روی خانواده‌ها.
گروه‌های حقوق پدر در غرب در وهله اول متشکل اند از مردان سفیدپوست، متوسط یا طبقه کارگر و مردان دگرجنس‌خواه. اعضای این جنبش تمایل دارند تا از لحاظ سیاسی محافظه‌کار باشند اما دارای مجموعه واحدی از نظریات سیاسی یا اجتماعی نبوده و اهداف و روشهایشان بسیار متفاوت است. اعضای جنبش حقوق پدر اعلام می‌کنند که با فرزندانشان رابطه قوی داشته و روی مجموعهٔ باریکی از معضلات بوجود آمده برای مردان طلاق گرفه متمرکز می‌باشند. فعالین حقوق پدر تأکید دارند که زنان، اکثراً شرکای جدیدی شامل همسران دوم یا سایر اعضای خانواده مردانی که قبلاً درگیر حقوق خانواده بوده و مادران فاقد مسؤلیت سرپرستی نیز جزوی از جنبش حقوق پدر هستند و دو فعال حقوق پدران نیز بر این مسئله تأکید می‌ورزند. دو مطالعه گروه‌های حقوق پدر در آمریکای شمالی دریافته است که زنان پانزده درصد از اعضای این جنبش را تشکیل می‌دهند.
مؤسسات جنبش حقوق پدر، «خانواده‌ها به پدر نیاز دارند» و «اتحادیه پدران مجرد» برای چندین دهه کمپین‌های حقوق پدر را به راه انداخته‌اند. به نظر می‌رسد که دوام طولانی‌تر مؤسسات، ناشی از تعهد طولانی‌تر افراد کلیدی آنها باشد. سایر گروه‌های حقوق پدر به سرعت ایجاد شده و سریعاً منحل گردیده‌اند. اختلافات داخلی روی ایدئولوژی و تاکتیک‌ها رایج است و اعضای این گروه‌ها بعد از اینکه کمک‌های مورد نیاز را دریافت می‌کنند، تمایل ندارند تا در گروه‌ها باقی بمانند.

### دیدگاه‌های سیاسی و اجتماعی
جنبش حقوق پدران دارای شاخه‌های آزادی‌خواهانه و محافظه کارانه است که در هرکدام در مورد اینکه چگونه مردان و زنان با هم مقایسه شوند، دیدگاه‌های مختلفی وجود دارد. هرچند هر دو گروه روی اینکه این مردان هستند که قربانی بوده و علیهشان تبعیض صورت می‌گیرد، توافق نظر داشته و مخالفت آنها بر روی چرایی اختلاف میان مردان و زنان (از لحاظ سرشت و پرورش) و نقش‌های جنسیتی‌شان از دید سنتی است. آزادی‌خواهان بر این عقیده اند که تفاوت میان مرد و زن بر اساس فرهنگ بوده و طرفدار مساوات میان زنان و مردان هستند؛ از سوی دیگر شاخه محافظه‌کار معتقد به خانواده‌های سنتی پدرسالار/مکمل هستند و این که تفاوت میان مرد و زن دلایل زیست‌شناختی دارد. روس پارک و آرمین برات جنبش حقوق پدر را به عنوان یکی از سه شاخهٔ جنبش‌های مردان می‌بینند که تقریباً خود را منحصر به مسائل پدری کرده و دو گروه دیگر نیز عبارتند از «جنبش پدران خوب» و «جنبش مردان عیسوی» بوده که «وعده نگهداران» از بزرگ‌ترینشان می‌باشد.
وارن فارل، یک کهنه سرباز جنبش زنان، مردان و پدران، پس از دهه ۱۹۷۰ میلادی، جنبش حقوق پدر را به عنوان بخشی از جنبش بزرگ‌تر «عبور از جنسیت» توصیف کرده و فکر می‌کند که مشابه با زنان در دهه ۱۹۶۰ میلادی، پدران نیز از نقش‌های مبتنی بر جنسیت به نقش‌های انعطاف‌پذیرتر خانوادگی عبور می‌کنند. فارل همچنین براین باور است که این جنبش کمک می‌کند تا تعداد کودکانی که توسط هردوی پدر و مادرشان بزرگ می‌شوند افزایش یابد. این امر به نوبهٔ خود، فواید اجتماعی، تحصیلی، روانی و فیزیکی کودکان را بیشتر می‌کند. به نظر او این جنبش تبدیل به مسئلهٔ حقوق کودکان شده به گونه‌ای که پدران به عنوان وکیل عمل می‌کنند.

## جنبش
اعضای جنبش حقوق پدر ادعا می‌کنند که پدران در نتیجه سوگیری جنسیتی که در قانون خانوادگی آمده، مورد تبعیض قرار می‌گیرند؛ و اینکه تصمیمات سرپرستی، نقض تساوی حقوق بوده و تأثیرات پول، قانون خانواده را فاسد ساخته است. تمرکز ابتدائی این حرکت روی کمپین (شامل لابی‌گری و تحقیق) برای حقوق رسمی قانونی پدران و گاهی برای کودکان و همچنین کمپین برای تغییر در قانون خانواده مرتبط با فرزندان در این موارد: سرپرستی، حمایت و صیانت، خشونت خانوادگی و خود نظام دادگاه خانواده. گروه‌های حقوق پدر نیز در جریان طلاق برای اعضای شان حمایت‌های عاطفی و عملی را فراهم می‌کنند. جنبش حقوق پدران به عنوان بخش گسترده‌ای از مردکره تلقی می‌شود.
بعضی از گروه‌های حقوق پدران از حرکت کند کمپین‌های سنتی برای اصلاح قوانین ناامید شده‌اند؛ گروه‌هایی مثل «پدران برای عدالت» که در بریتانیا واقع است به صورت فزاینده‌ای دیده شده و تظاهرات عمومی به راه می‌اندازند تا باعث جلب توجه مردم شده و روی سیاست‌های عدالت خانوادگی اثربگذارد. به دنبال تظاهرات، بعضی از فعالین حقوق پدر متهم به خشونت‌هایی همچون آزار و اذیت شده‌اند. گروه‌های حقوق پدران تهدیدات و اقدامات خشن را تقبیح کرده‌اند، به طوری که مات اوکونور از «پدران برای عدالت» ادعا دارد که مؤسسه او به «اقدامات مستقیم مسالمت‌آمیز و غیر خشن» متعهد بوده و اعضای که دست به تهدید و رعب زده‌اند اخراج خواهند شد. یک نمونهٔ آن در ژانویهٔ ۲۰۰۶ میلادی بود، زمانی که مات به‌طور موقتی از گروه بیرون انداخته شد و پس از این که مشخص شد بخش حاشیه‌ای از اعضای گروه در حال نقشه کشیدن بودند تا لیو بلییر، پسر جوان تونی بلیر، نخست‌وزیر قبلی پادشاهی انگلستان، را بربایند. بر اساس گفته‌های پلیس، این نقشه هیچ‌گاه فراتر از «مرحله گفت و شنودهای غیررسمی» پیش نرفت. چهار ماه بعد گروه دوباره تأسیس شد.

## ارجاعات
1. 1 2 3 4 5 6 7 8 9 10  Collier & Sheldon (2006a), pp.  1–26.[page range too broad]
2. 1 2 3 4 5 6  Kaye, Miranda; Tolmie, Julia (1998). "Fathers' Rights Groups in Australia and their Engagement with Issues in Family Law" (PDF). Australian Journal of Family Law. 12: 19–68.[page range too broad]
3. 1 2 3  Crowley (2008), pp. 43–49.
4. 1 2  Sacks, G; Thompson, D (21 June 2006). "Why Are There so Many Women in the Fathers' Movement?". Star Tribune. Minneapolis. Archived from the original on 30 June 2013.
5. ↑  McKee, A (2005). The Public Sphere: an introduction. University of Queensland. p. 47. ISBN 978-0-521-54990-5. Archived from the original on 2 June 2011.
6. ↑  Kenedy, Robert A (2004). Fathers For Justice: The Rise Of A New Social Movement In Canada As A Case Study Of Collective Identity Formation. Caravan Books. ISBN 978-0-88206-108-5.
7. ↑  Baskerville (2007), p. 259.
8. 1 2  Farrell, W (2001). Father and Child Reunion. G. P. Putnam's Sons. pp. Chap. 1–2. ISBN 978-1-58542-075-9.
9. 1 2  Gavanas, Anna (2004). "Fathers' Rights".  In Kimmel, MS; Aronson, A (eds.). Men and Masculinities: A Social, Cultural, and Historical Encyclopedia, Volume I. ABC-CLIO. pp. 289–91. ISBN 978-1-57607-774-0.
10. 1 2 3 4 5  Collier, Richard (2006). "'The Outlaw Fathers Fight Back': Fathers' Rights Groups, Fathers 4 Justice and the Politics of Family Law Reform—Reflections on the UK Experience".  In Collier, R; Sheldon, S (eds.). Fathers' Rights Activism and Law Reform in Comparative Perspective. Hart Publishing. pp. 53–78. ISBN 978-1-84113-629-5.
11. ↑  Lee, CN (2003). "Fathers' rights".  In Carroll, BE (ed.). American Masculinities: A Historical Encyclopedia. SAGE Publications. pp. 166–68. ISBN 978-0-7619-2540-8.
12. ↑  Ganong, L; Coleman, M (1999). Changing Families, Changing Responsibilities: Family Obligations Following Divorce and Remarriage. Lawrence Erlbaum Associates. pp. 48. ISBN 978-0-8058-2691-3.
13. ↑  Crowley, JE (2006). "Organization Responses to the Fatherhood Crisis: the Case of Fathers' Rights Group".  In Haas, L; Wisensale, SL (eds.). Families and social policy: national and international perspectives. Haworth Press. pp. 107–8. ISBN 978-0-7890-3240-9.
14. ↑  Messner, MA (1997). Politics of Masculinities: Men in Movements. Rowman & Littlefield. ISBN 978-0-8039-5577-6.
15. 1 2 3  Bertoia, C; Drakich, J (1993). "The Fathers' Rights Movement: Contradictions in Rhetoric and Practice". Journal of Family Issues. 14 (4): 592–615. doi:10.1177/019251393014004007. S2CID 146667930.
16. 1 2 3 4  Parke & Brott (1999), pp. 142, 148–155.
17. ↑  Parke & Brott (1999), p. 148.
18. ↑  Collier & Sheldon (2006a).
19. 1 2 3  Rhoades, Helen (2006). "Yearning for Law: Fathers' Groups and Family Law Reform in Australia".  In Collier, Richard; Sheldon, Sally (eds.). Fathers' Rights Activism and Law Reform in Comparative Perspective. Hart Publishing. pp. 125–146. ISBN 978-1-84113-629-5.[page range too broad]
20. ↑  Crowley (2008), p. 271.
21. ↑  Crowley (2008), pp. 95, 271.
22. ↑  Williams, Gwyneth I. (2002). "Fathers' Rights Movement (FRM)".  In Baer, Judith A. (ed.). Historical and Multicultural Encyclopedia of Women's Reproductive Rights in the United States. Greenwood Press. pp. 81–83. ISBN 978-0-313-30644-0.
23. 1 2  Gavanas, Anna (2004). Fatherhood Politics in the United States. University of Illinois Press. ISBN 978-0-252-02884-7.[کدام صفحه؟]
24. 1 2 3  Williams, Gwyneth I.; Williams, Rhys H. (2003). "Framing in the Fathers' Rights Movement".  In Loseke, DR; Best, J (eds.). Social Problems: Constructionist Readings. Aldine De Gruyter. pp. 93–100. ISBN 978-0-202-30703-9.
25. ↑  Ashe, F (2007). The New Politics of Masculinity. Routledge. pp. 58–68. ISBN 978-0-415-30275-3.
26. ↑  Baskerville (2007), p. 42.
27. ↑  Jones, Callum; Trott, Verity; Wright, Scott (November 8, 2019). "Sluts and soyboys: MGTOW and the production of misogynistic online harassment". New Media & Society (به انگلیسی). 22 (10): 1903–1921. doi:10.1177/1461444819887141. ISSN 1461-4448. S2CID 210530415 – via SAGE Journals. The Manosphere is now home to several different groups, including pickup artists, the more radical ‘Incels’, father’s groups, Men’s Rights Activists (MRAs) and the Men Going Their Own Way (MGTOW) group and each has important differences that need to be unpacked.
28. ↑  Hodapp, Christa (2017). Men's Rights, Gender, and Social Media. Lanham, MD: Lexington Books. p. xv. ISBN 978-1-4985-2617-3. The manosphere is a group of loosely associated websites, blogs, and forums all concerned with masculinity and men's issues, and includes input from the MRM, pick-up artists, anti-feminists, and fathers' rights activists.
29. ↑  Gizowska, Anna (10 October 2004). "They wear black shirts and look like paramilitaries. They are Australia's equivalent of Fathers4Justice". The Daily Telegraph. Retrieved 30 October 2010.
30. ↑  "Fathers' activist fails to overturn conviction". Western Morning News. Southwestern England. 11 December 2008. Archived from the original on 26 August 2015. Retrieved 14 August 2015.
31. ↑  "Man admits Ruth Kelly egg attack". BBC news. 25 July 2006. Retrieved 30 October 2010.
32. ↑  Harris, Paul; Reilly, Thomas (24 August 2003). "Spate of hoax bombs hits family courts: Extremists from fathers' rights movement blamed". The Observer. Retrieved 30 October 2010.
33. ↑  Flood, Michael (2004). "Angry Men's Movements" (PDF).  In Rossi, SE (ed.). The Battle and Backlash Rage On. Xlibris Corporation. Archived from the original (PDF) on 22 November 2011. Retrieved 2007-09-16. [self-published source]
34. ↑  Gilchrist, Jim (29 May 2003). "The outlaw fathers fighting back". The Scotsman.
35. ↑  Elliott, J; Taher, A (21 November 2004). "Fathers 'terrorise' lawyers". The Sunday Times. London. Archived from the original on 4 August 2011. Retrieved 30 اكتبر 2021. {{cite news}}: Check date values in: |access-date= (help)
36. ↑  "Fathers 4 Justice to end campaign". BBC News. 18 January 2006. Retrieved 3 June 2006.
37. ↑  "Plot to kidnap Blair son 'foiled'". CNN. January 18, 2006.
38. ↑  "Police aware of 'Leo kidnap plot'". BBC News. 18 January 2006. Retrieved 3 June 2006.
39. ↑  "Lottery show delayed by protest". BBC News. 20 May 2006. Retrieved 20 May 2006.